# Red de Presidentes de Cortes Supremas de la Unión Europea
La Red de Presidentes de Cortes Supremas de la Unión Europea, es una organización que reúne a los Presidentes de los Tribunales  Supremos de los Estados miembros de la Unión Europea.

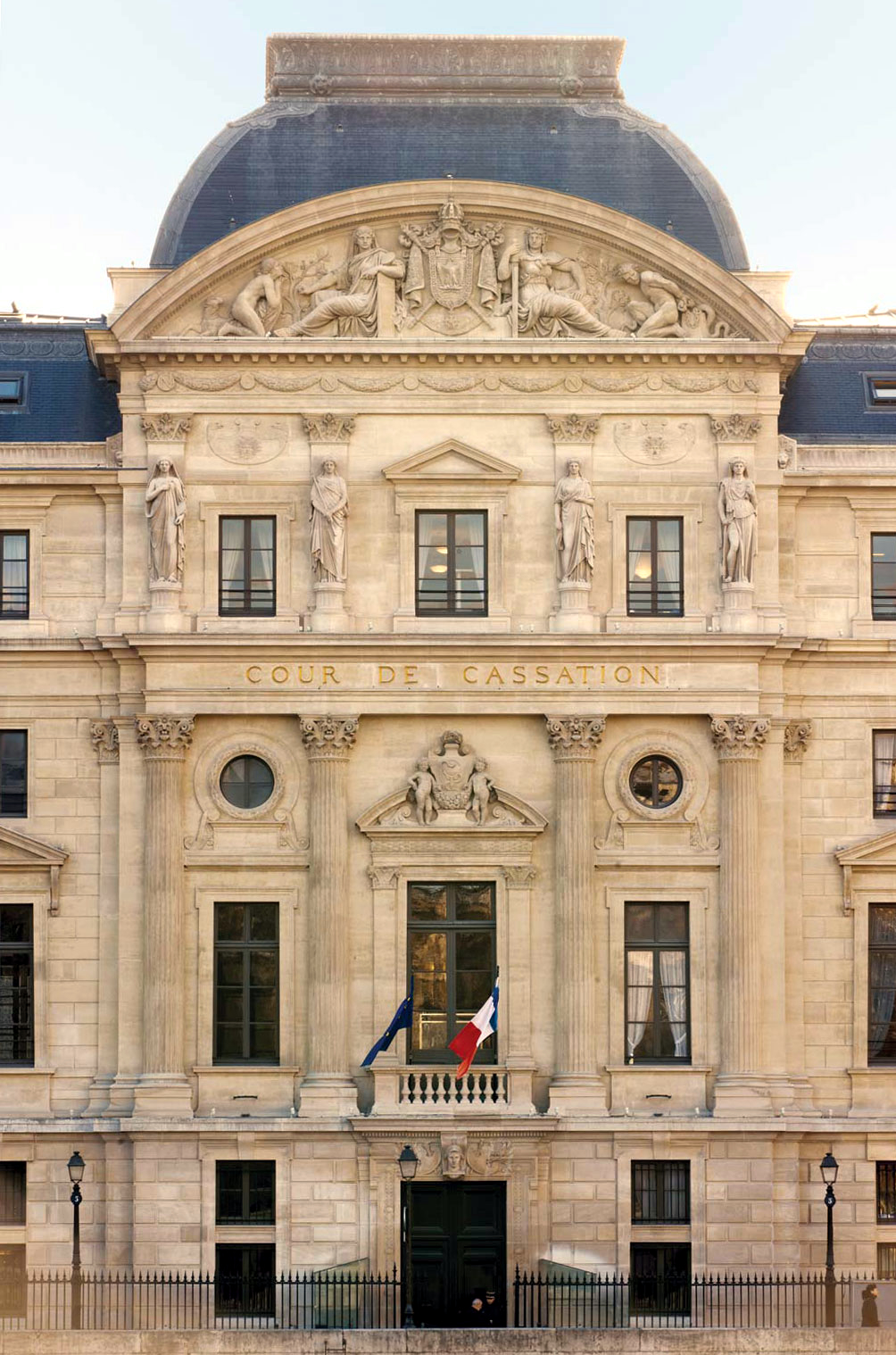
Cour de cassation de Paris, donde se fundó la Red de Presidentes.

## Historia
Los Presidentes de los Tribunales Supremos de los Estados miembros de la Unión Europea fundaron en París, en el año 2004, una Asociación cuya asamblea constituyente se celebró el 10 de marzo de 2004 en el Tribunal de Casación, con el apoyo financiero de la Comisión Europea. 
Incluye a los Tribunales Supremos de las jurisdicciones clásicas, esencialmente civil y penal, excluyendo los Administrativos, que disponen de una organización independiente, dado que en el país de creación de la Red, Francia, y en otros Estados de la Unión Europea, la jurisdicción administrativa se residencia en el Consejo de Estado.
En la reunión constitutiva, la justicia española estuvo representada por el presidente del Tribunal Supremo, Francisco Hernando de Santiago y por el Magistrado de la Sala Penal, Cándido Conde-Pumpido.

## Presidentes de la Red
El actual Presidente de la Red es M. Geert Corstens, Presidente del Tribunal Supremo de Holanda.
Los anteriores presidentes desde la fundación de la Red, han sido:  Guy Canivet (Francia), Lord Phillips (Reino Unido), Torben Melchior (Dinamarca), Griss Lors (Austria) y András Baka (Hungría).

## Funciones
La Red de Presidentes ofrece a las autoridades europeas la posibilidad de consultar a las Cortes Supremas con las condiciones necesarias  para la reflexión y el debate. Sus miembros se reúnen en conferencias para discutir asuntos de interés común. Los cursos están organizados por miembros de los Tribunales Supremos incluidos en el programa de intercambio de autoridades judiciales europeas en el marco de la Red Europea de Formación Judicial.
Constituye un foro a través del cual las instituciones europeas pueden solicitar las opiniones de las Cortes Supremas, y que permite el acercamiento de sus posiciones, estimulando la discusión y el intercambio de ideas.

## Actividades
El Presidente del Tribunal Supremo español asistió a la Asamblea General de Presidentes de las Cortes Supremas de Justicia de la Unión Europea, celebrada en Sofía (Bulgaria) el 13 de octubre de 2010, y fue nombrado miembro del Consejo de Administración de la Red.
El 25 y 26 de octubre de 2012, se celebró en Paris el V Coloquio organizado por la Red, que tuvo por objeto "El nombramiento de los Magistrados de los Tribunales Supremos, del Tribunal de Justicia de la Unión Europea y del Tribunal Europeo de Derechos Humanos".

## Cumbre de Madrid
En mayo de 2010, con ocasión de la Presidencia española de la Unión Europea, los miembros de la Red de Presidentes de Tribunales Supremos asistieron en Madrid a una Cumbre judicial Europea, conjuntamente con los miembros de la Red de Fiscales Generales de los Tribunales Supremos de la Unión Europea, red recientemente constituida y conocida como "Red Nadal", por el nombre de su principal impulsor, el fiscal general de la Corte de Casación francesa, M. Nadal. 
Con anterioridad a la constitución de ambas redes, estas cumbres se celebraban cada dos años, con la denominación de "Conferencia de Presidentes de Tribunales Supremos y Fiscales Generales de los países de la Comunidad Europea", habiéndose reunido en Madrid en octubre de 1989.   Las Conferencias más recientes se celebraron en Helsinki (2004), Varsovia (2006) y Viena (2008). En la Conferencia de Viena se acordó que la de Madrid de 2010 sería la última Cumbre conjunta, reuniéndose a partir de ese momento ambas Redes por separado, sin perjuicio de mantener  relaciones de colaboración entre ellas.
El encuentro fue clausurado por el Príncipe de Asturias. El Príncipe manifestó que "la pertenencia de todos nosotros a la Unión Europea y el compromiso con sus valores, políticas y objetivos, nos permiten avanzar conjuntamente hacia un Continente en paz cada vez más unido, próspero, justo y solidario". Concluyó animando a seguir trabajando "en favor de los derechos humanos como pilar esencial de la libertad, igualdad, democracia y del Estado de Derecho que definen a la Unión Europea".